# ラジアルタービン

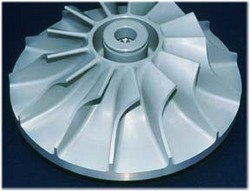
ラジアルタービン

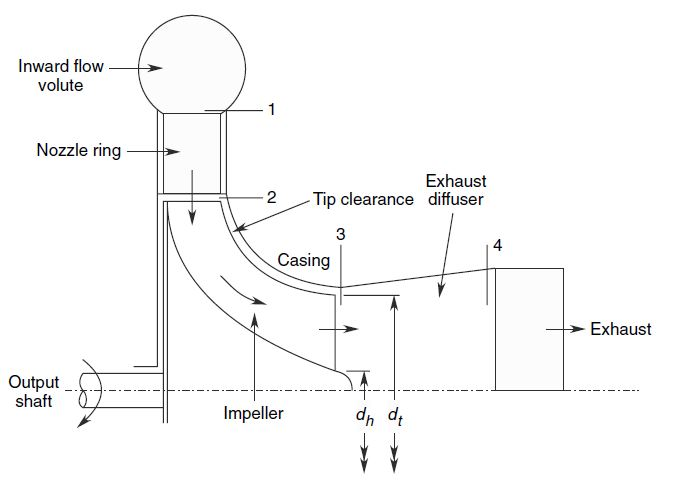
ラジアルタービンの断面の模式図

ラジアルタービン（英語：Radial turbine）は、タービンの一形式。

## 概要
軸流タービンではガスが軸平行方向に流入してブレードと衝突してガスの持つエネルギーを回転体に伝えるが、ラジアルタービンではガスは径（ラジアル）方向に流入してランナと呼ばれる羽根車にエネルギーを伝える。
ガスタービンに適用した場合、リヴァースフロー燃焼室と相性が良く、構造が単純で部品点数を削減可能なことも相まって標的機等の一部の無人機や誘導弾用のエンジンでも採用される。小型軽量化に適した構造なので整備の不要な自動車用のターボチャージャー等に使用される。他にも水力発電、揚水発電、火力発電、地熱発電、コジェネレーション発電用の蒸気タービンにも使用される。
また初期の模型用ジェットエンジンでは自動車用のターボチャージャーを流用した例もあり、その場合にもこの型式のタービンが使用された。

## 長所
- 一般的な同出力の軸流タービンと比較して単段あたりのガスの膨張比はラジアルタービンの方が大きくできるので大幅に高い効率が得られる[1][3]
- 一体で製造されているので比較的堅牢
- 消失模型鋳造法により、一体鋳造で製造できるので廉価に製造できる

## 短所
- 多段化が困難であることから大半は単段式であり、大型化や高圧と低圧の圧縮機を同軸上で駆動する構造には適さない
- 熱膨張で不均一に膨張するので大型化には適さない
- 軸流式とは異なり、一体で成型されているので侵食した部品の部分的な交換が困難

## 用途
- 水力発電
- 火力発電
- 地熱発電
- コジェネレーション
- 空調機
- ターボチャージャー
- 無人航空機のエンジン
- ミサイルのエンジン

## 文献
- 谷田好通、長島利夫『ガスタービンエンジン』朝倉書店、2000年10月20日。ISBN 978-4-254-23097-0。
- ターボ機械協会 編『ターボ機械入門編新改訂版』日本工業出版、2005年。ISBN 9784819017114。
- ターボ機械協会 編『蒸気タービン』日本工業出版、2013年10月1日。ISBN 9784819025126。
- ターボ機械協会誌，2003年 9月号